# Пантениус, Теодор Герман
Теодор Герман Пантениус (22 октября 1843, Елгава — 16 ноября 1915, Лейпциг) — российский и германский писатель.

## Биография
Происходил из семьи балтийских немцев, его отец Вильгельм Христиан Пантениус был курляндским пастором и проповедником. Родился в Митаве, изучал богословие в Берлине и Эрлангене. После завершения получения образования работал с 1870 по 1876 год учителем в Риге и там же редактировал немецкоязычное периодическое издание «Baltische Monatsschrift». В 1876 году уехал из России и поселился в Лейпциге, где стал главным редактором семейного журнала «Daheim»; в 1886—1906 годах редактировал журнал «Velhagen und Klasings neue Monatshefte». В 1891 году переехал в Берлин, перенеся туда же редакцию обоих журналов. В 1898—1899 годах было издано собрание его сочинений в девяти томах.
Творчество Пантениуса высоко оценивались ещё при жизни. Его роман «Allein und frei» (2 издания, 1875), согласно ЭСБЕ, «отличается здоровым реализмом и меткой характеристикой действующих лиц». Другие его романы, рисующие жизнь в Прибалтийском крае: «Wilhelm Wolfschild» (2 издания, 1873), «Im Gottesländchen», «Das rote Gold», «Die von Kelles» (1885, в 1891 году был переведён на шведский язык) и сборник повестей «Kurlandische Geschichten». Написал также работы «Der falsche Demetrius» (1904), «Aus meinen jugendjahren» (1907), «Geschichte Russlands» (1908).